# Carpostalagma chalybeata
Carpostalagma chalybeata là một loài bướm đêm thuộc phân họ Arctiinae, họ Erebidae.